# Garlichs
Garlichs ist ein deutscher Familienname.

## Herkunft und Bedeutung
Der Name ist eine patronymische Bildung aus dem Personennamen Garlich, der ndd. Variante des Namens Gerlach. Derzeit hat der Familienname die größte Verbreitung im Kreis Wittmund und der Wesermarsch.

## Varianten
- Garlich, Kreis Diepholz
- Garlisch, Kreis Diepholz; Cuxhaven

## Namensträger
- Ariane Garlichs (* 1936), deutsche Grundschul-Reformpädagogin
- August Garlichs (1694–1754), deutscher Regierungsrat und Deichgraf im Jeverland
- Bernhard Garlichs (1770–1818), deutscher Jurist und Politiker, Bürgermeister der Stadt Jever
- Burchhard Garlichs (* 1969), deutscher Medienkünstler
- Christoph D. Garlichs (* 1964), deutscher Kardiologe und Angiologe
- Diedrich Garlichs (1679–1759), deutscher Kaufmann in Amsterdam und Stifter
- Dietrich Garlichs (* 1947), deutscher Politologe
- Georg Nikolaus Garlichs (* 1965), deutscher Betriebswirtschaftler
- Gerhard Christian Garlichs (1778–1830), deutscher Kunstsammler und Mäzen
- Greta Garlichs (* 1996), deutsche Politikerin (Bündnis 90/Die Grünen)
- Hermann Garlichs (1807–1865), deutscher  Theologe
- Rudolf Garlichs (1892–1980), deutscher Politiker